# Berczeli Anzelm Károly
Berczeli Anzelm Károly, Vyhnalek Károly (Szeged, 1904. július 7. – Budapest, 1982. január 3.) magyar író, költő, műfordító, könyvtáros.

## Életpályája
Szülei Vyhnálek Ferenc és Richter Etelka Anna voltak. Egyetemi tanulmányait Nápolyban kezdte, de Szegeden fejezte be 1929-ben. 1934-ben Izenet címen irodalmi lapot szerkesztett. 1938-tól a Magyar Nemzeti Múzeum könyvtárosa volt. 1939-ig tanársegéd volt a Szegedi Egyetemen. Ezután az Országos Széchényi Könyvtárban dolgozott. 1942–1947 között a Kultuszminisztérium referense. 1950-ben nyugdíjba vonult, ekkor újra az Országos Széchényi Könyvtárban dolgozott könyvtárosként. 1954–1964 között A magyar nyelv értelmező szótára belső munkatársa volt.

## Költészete
Költészetére egyformán hatott az avantgárd és a népköltészet, szerette a különleges, groteszk képeket, kifejezéseket. Regényeket és színműveket és bábjátékokat is írt. Ismert műfordító, különösen az olasz és spanyol irodalmat tolmácsolta nagy sikerrel (Giovanni Pascoli, Giuseppe Ungaretti, Calderón, Tirso de Molina, Lope de Vega, Juan Ruiz de Alarcón, Augustin Moreto).

## Művei
- Tűz van! (versek, 1922)
- Mise (versek, 1926)
- Mindenkiért (elbeszélés, 1928)
- Giambattista Vico és a történelem (tanulmány, 1929)
- Isteni színjáték (dráma, 1930)
- Ádám bukása (versek, 1931)
- Fiatalok (dráma, 1931)
- Útitársak (dráma, 1932)
- Fegyencek (dráma, 1933)
- Tigrisek (dráma, 1933)
- A lángész (dráma, 1933)
- Margit és Márton (dráma, 1933)
- Sámson és Delila (dráma, 1933)
- Mária próféta (regény, 1936)
- Fekete Mária (misztérium, 1937)
- Július (versek, 1938)
- Hőskor (versek, 1942)
- Válogatott versek (versek, 1944)
- Uram irgalmazz! (dráma, 1944)
- Két pásztor (regény, 1947)
- Válaszúton (dráma, 1954)
- Kék ég alatt (tanulmány, 1958)
- Nyári éj (versek, 1971)
- Hullámsír (regény, 1974)
- Mesterhegedű (regény, 1978)
- Előjáték (regény, 1978)
- Kamaszok (regény, 1983)
- Ecce homo (válogatott versek, 1992)

## Műfordításai
- Magyar költő magyarul, Janus Pannonius-versek (1934)
- Új olasz költők (versek, 1941)
- Calderón: Huncut kísértet (1958)
- Giovanni Pascoli válogatott versei (1960)
- José de Espronceda: A salamancai diák (eposz, 1961)
- Walther von der Vogelweide válogatott versei (1961)
- Victor Hugo: Torquemada (dráma, 1962)
- Mihai Beniuc: A boldogság szarvasa (versek, 1967)